# Sōta Kiri
Sōta Kiri (japanisch 桐 蒼太 Kiri Sōta; * 22. Juli 1999 in der Präfektur Kanagawa) ist ein japanischer Fußballspieler.

## Karriere
Sōta Kiri das Fußballspielen in der Schulmannschaft der Nihon University Fujisawa High School sowie in der Universitätsmannschaft der Rikkyo University. Seinen ersten Vertrag unterschrieb er am 1. Februar 2022 bei Iwate Grulla Morioka. Der Verein aus Morioka, einer Stadt in der Präfektur Iwate, spielt in der zweiten japanischen Liga. Sein Zweitligadebüt gab Sōta Kiri am 27. Februar 2022 (2. Spieltag) im Auswärtsspiel gegen den FC Machida Zelvia. Hier wurde er nach der Halbzeitpause für Tōi Kagami eingewechselt. Machida gewann das Spiel durch ein Tor von Taiki Hirato mit 1:0. Am Ende der Saison 2022 belegte er mit Iwate Grulla Morioka den letzten Tabellenplatz und musste in die dritte Liga absteigen.